# ピラール・ロルダン
マリア・デル・ピラール・ロルダン・タピア(Maria del Pilar Roldán Tapia、1939年11月18日 – )は、メキシコ、メキシコシティ出身の女子フェンシング選手。
1956年メルボルンオリンピックに17歳で出場し6位決定戦敗退。1960年2度目のオリンピックとなるローマオリンピックでは7位となった。
地元開催となった1968年メキシコシティーオリンピック女子フルーレ種目に代表として出場し、個人決勝でソビエト連邦のエレナ・ノヴィコワ＝ベロワに敗れはしたものの銀メダルを獲得した。団体では予選で敗退している。